# Hermann Hoffmann
Heinrich Karl (o Carl) Hermann Hoffmannⓘ (22 de abril de 1819 – 26 de octubre de 1891) fue un botánico, micólogo alemán y docente en Berlín.
Estudió medicina en la Universidad de Giessen, y en 1839 continuó su educación en Berlín como estudiante del fisiólogo Johannes Peter Müller (1801 hasta 1858). En 1842 obtuvo su habilitación en Giessen, donde trabajó como profesor privado. Durante ese tiempo, su enfoque se dirigió exclusivamente a la botánica, y en 1853 se convirtió en profesor de botánica y director de los jardines botánicos en Giessen. Mantuvo estas posiciones hasta su muerte en 1891.
Fue un pionero de la fenología botánica (climatología de vegetales). También hizo importantes estudios en los campos de fisiología vegetal y fitogeografía. Llevó a cabo investigación con los aspectos biológicos de los hongos en relación con fermentación e investigaciones tempranas, putrefacción y la enfermedad, y también en el campo de la bacteriología.

## Algunas publicaciones
- Schilderung der deutschen Pflanzenfamilien vom botanisch-deskriptiven u. physiologisch-chemischen Standpunkt (Representación de familias de plantas alemanas botánicamente descriptas y desde el punto fisiológicamente y químico) Gießen 1846.

- Untersuchungen über den Pflanzenschlaf (Investigaciones con la "dormancia") Gießen 1851.

- Pflanzenverbreitung u. Pflanzenwanderung (Dispersión botánica y migración) Darmstadt 1852.

- Witterung und Wachstum, oder Grundzüge der Pflanzenklimatalogie (Tiempo y crecimiento, en plantas generales de climatología) Leipzig 1857.

- Lehrbuch der Botanik (Texto de botánica) Darmstadt 1857.

- "Icones analyticae fungorum" Gießen 1861-65.

- "Index fungorum" Leipzig 1863.

- Untersuchungen zur Bestimmung des Wertes von Spezies und Varietät (Examinenes para determinar el valor de especies y variedades) Gießen 1869.

- Mykologische Berichte (Reportes micológicos) 1870-73, tres partes.

- Pharmakologische Studien über die Alkaloide der Quebrachorinde. [s.l.] 1884 ed. digital de la University and State Library Düsseldorf

- Resultate der wichtigsten pflanzenphänologischen Beobachtungen in Europa 1885.

## Honores
- La abreviatura «H.Hoffm.» se emplea para indicar a Hermann Hoffmann como autoridad en la descripción y clasificación científica de los vegetales.[2]